# 孝道教団

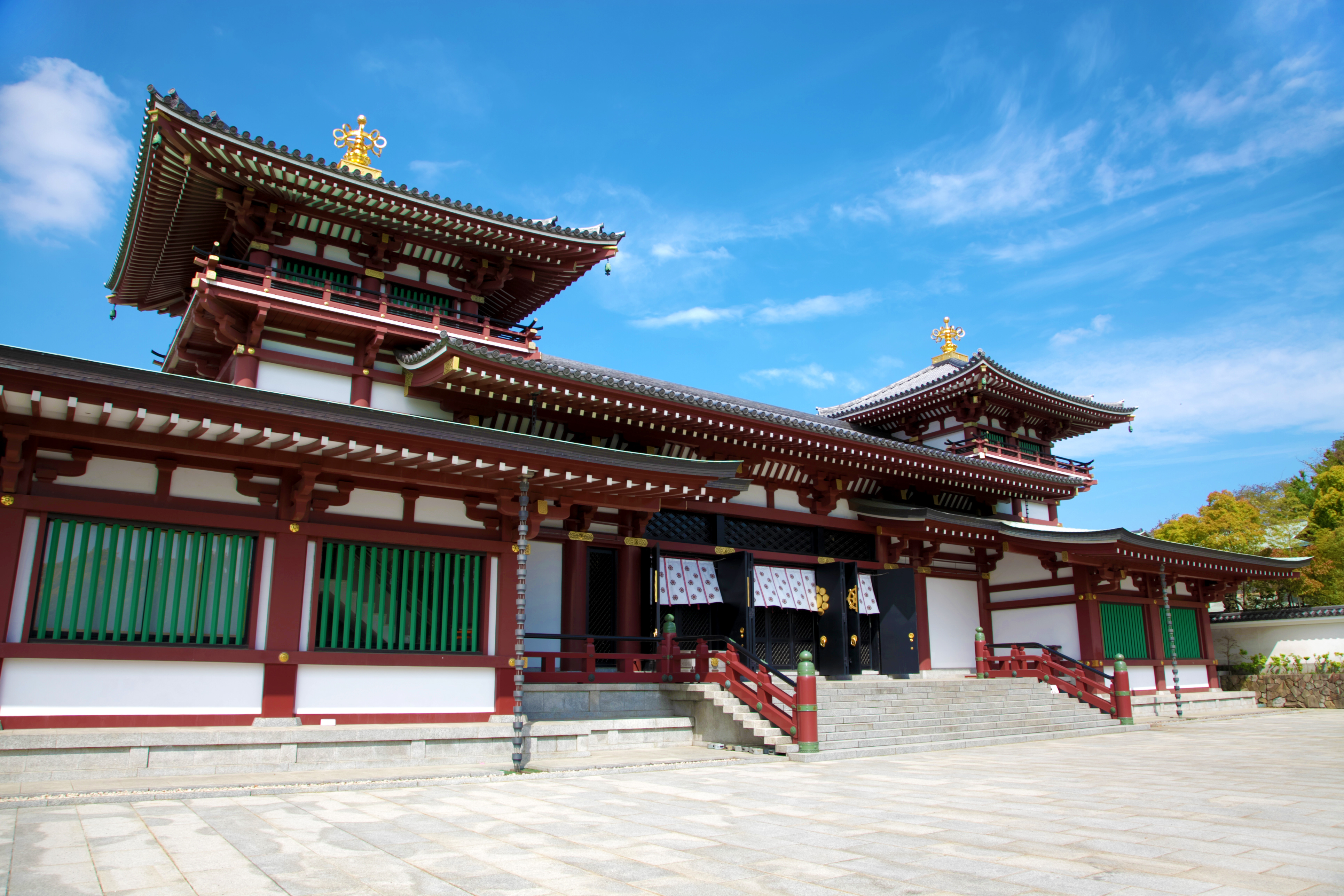
孝道山本仏殿（本堂）

孝道教団（通称・孝道山）は、天台宗大僧正岡野正道と岡野貴美子によって設立された。「法華経」をよりどころとするが、仏教全般に共通する教えを説く。天台宗系に分類される。

## 沿革

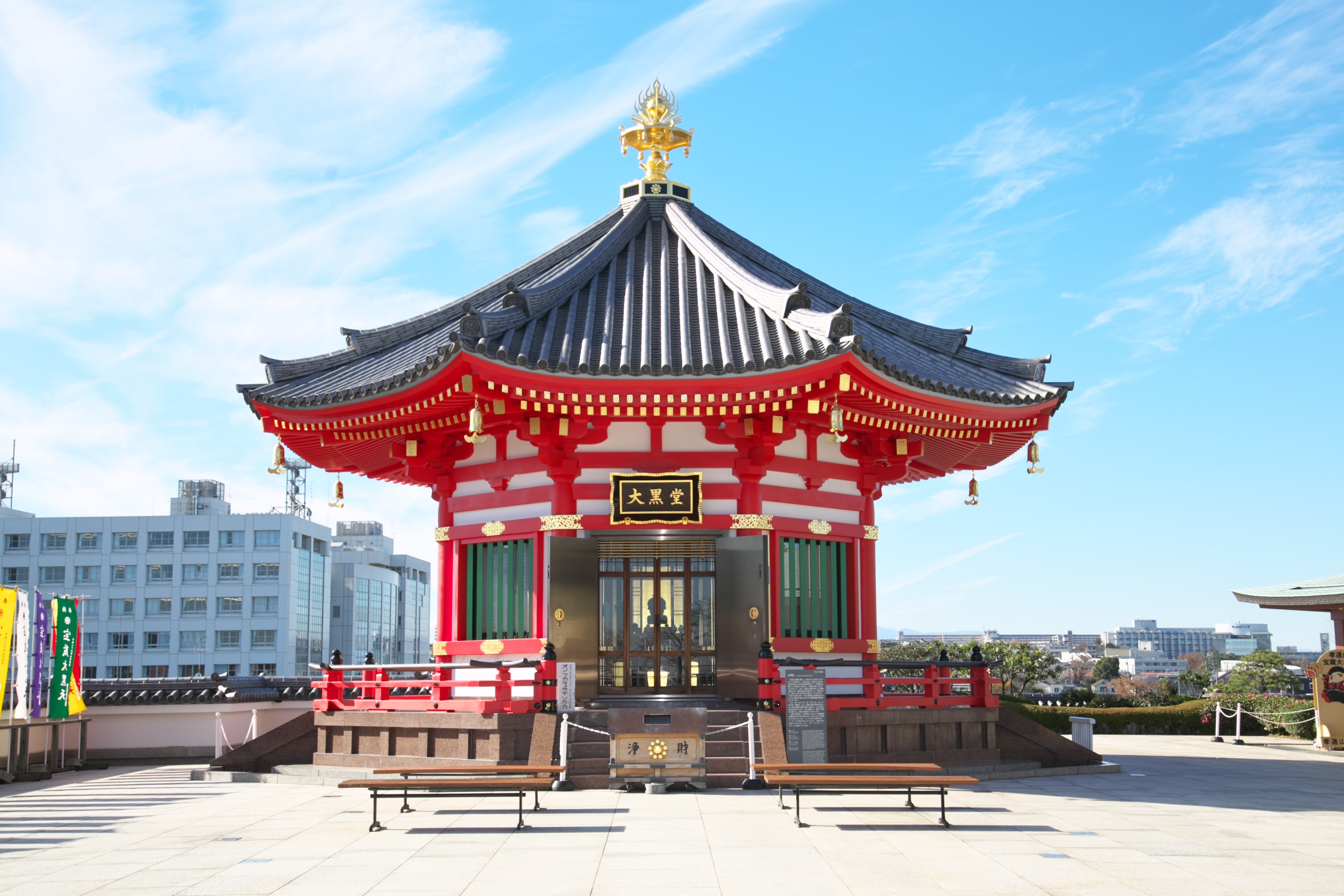
大黒堂

- 1936年（昭和11年）、岡野正道始祖（初代統理・天台宗大僧正）が開宗。
- 1975年（昭和50年）、正道の長男、正貫が統理を引き継ぐ。
- 1986年（昭和61年）、開教50周年を記念して、マイトリー運動・慈の五修を提唱。

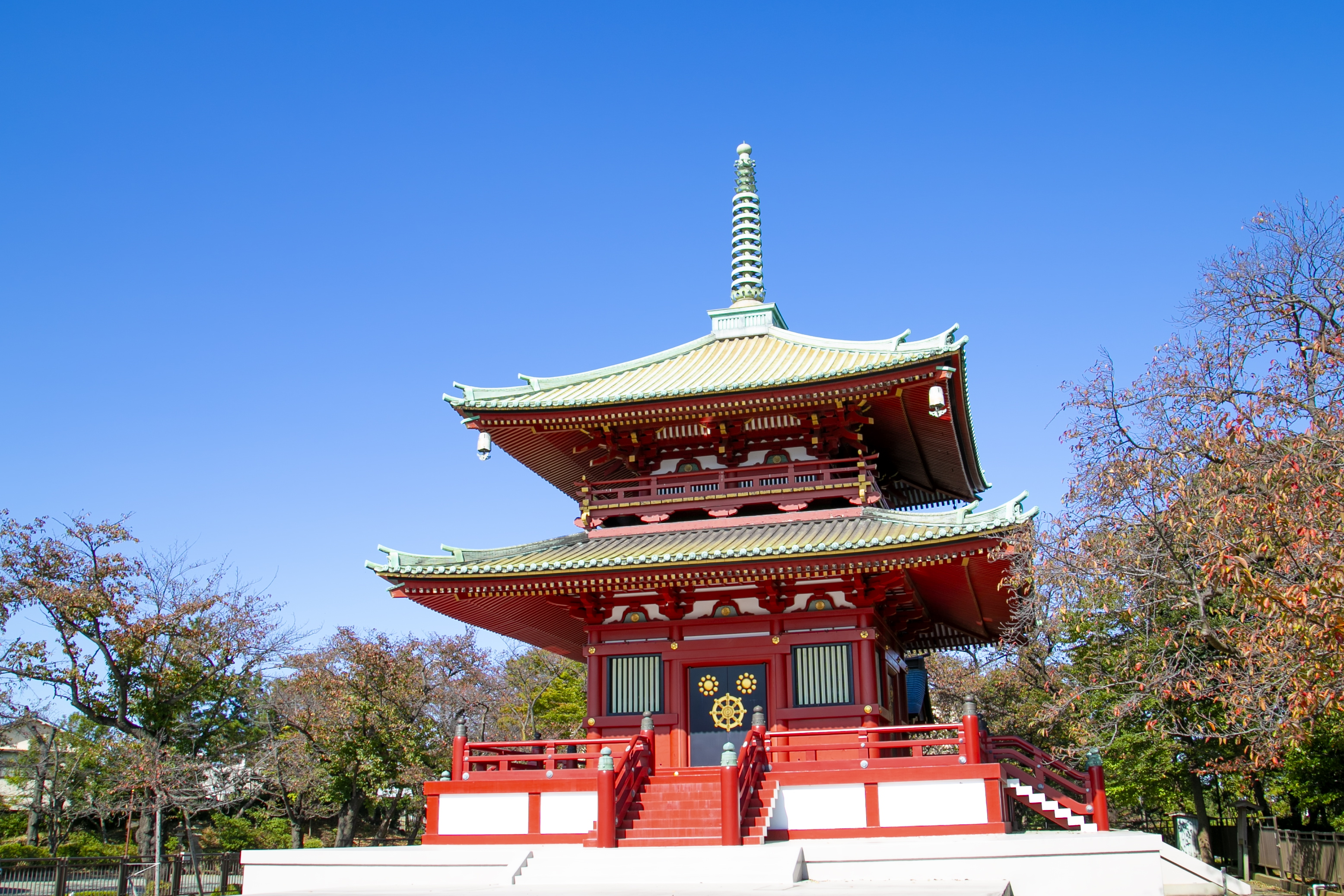
仏舎利殿

## 教義
孝道山は、仏教の精神を現代人が正しく理解し、日常生活の中に実践することを目標とする。誰もが仏さまのような穏やかで思いやりのある心をもつと説く「法華経」の教えを大切にする。「孝道」とは、人びとがお互いに慈悲の心を向け合うこと。深い思いやりをもって相手に接し、共感する心。「縦の孝道」と「横の孝道」があり、縦の孝道は家族が慈悲の心をもってお互いを尊重し、心の成長を助け合うこと。横の孝道はそれと同じ愛情をもって地域や社会に接していくこと。孝道が縦から横へと広がっていくことで、人びとの間に調和が生まれ、心穏やかに暮らす環境をととのえることができる。

### 慈の五修
- 大自然の中に生かされている自分の存在を知ろう
- 家族に対する責任を果たそう
- 人びとと共に喜びも苦しみも分かち合おう
- すべての生きものに対する思いやりをもとう
- 自分のもつ能力を世の中のために生かそう

## その他
伝統仏教の合同組織である全日本仏教会に加盟している。

## 境内
- 本仏殿 - 1980年（昭和55年）落慶。本尊熟益正法大曼荼羅を祀る。堅山南風筆「大雪山施身聞法」がある。
- 仏舎利殿 - 1952年（昭和27年）から仏舎利を、1960年（昭和35年）から比叡山延暦寺根本中堂の「不滅の法燈」を祀る。
- 二重塔
- 鐘楼 - 1955年（昭和30年）落慶。平和の鐘建設運動による。
- 孝順堂 - 初代両統理の廟
- 大黒堂 - 1990年（平成2年）落慶。1956年（昭和31年）、比叡山より下賜の宝蔵大黒天を祀り、春・夏・秋の年3回、宝蔵大黒天浴餅供法要を行う。
- 信徒会所 - 2002年（平成14年）完成

## 所在地
- 本部 - 神奈川県横浜市神奈川区鳥越38[4]